# Sexdagarskriget
Sexdagarskriget utkämpades 5 juni till 10 juni 1967 mellan Israel på ena sidan och de arabiska grannstaterna Jordanien, Syrien och Egypten på andra. Kriget var i grunden en fortsättning på 1948 års arabisk-israeliska krig och Suezkriget år 1956, då de arabiska grannländerna, som i de föregående krigen, hade målsättningen att förinta den judiska statsbildningen. Ytterligare 11 muslimska länder bidrog med trupper till den arabiska sidan.
Åren innan kriget attackerades israeliska städer och byar nära Syrien regelbundet, israeliska trupper angrep byn as-Suma på Västbanken och i början av 1967 ökade spänningarna vid gränsen mellan länderna. Efter falska rapporter från Sovjetunionen om att Israel var nära att anfalla fick Syrien med sig Egypten och en rad andra arabstater och en militär uppladdning mot Israel påbörjades. I maj började egyptiska trupper marschera genom Sinaiöknen mot den israeliska gränsen, ockuperade en internationell fartygsväg och hotade med att eliminera Israel. I början av juni 1967 bestämde sig därför den israeliska ledningen för att slå till först, hellre än att riskera statens utplåning.
Kriget inleddes på morgonen den 5 juni då Israels flygvapen attackerade Egypten på västfronten i Operation Focus, som slog ut deras flygvapen och gav Israel luftherravälde under stridigheterna. Några timmar senare anfölls Israel av jordanska och syriska trupper på östfronten Under de följande sex dagarna erövrade den israeliska armén Västbanken från Jordanien, Golanhöjderna från Syrien samt Gazaremsan och hela Sinaihalvön från Egypten innan krigets slut.
Sexdagarskriget följdes av Oktoberkriget 1973.

## Bakgrund och upptrappning

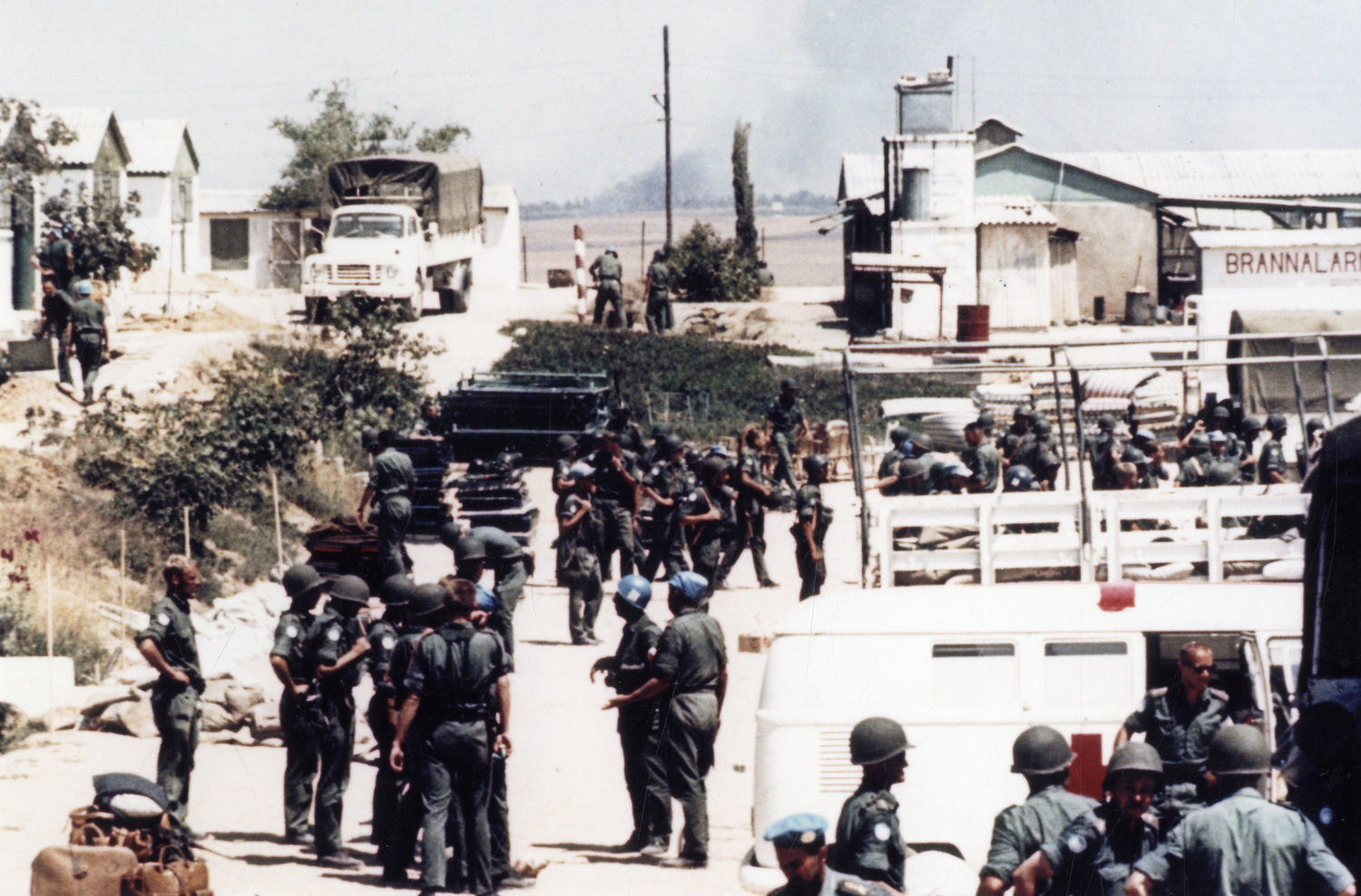
Svenska FN-trupper utvisas av den egyptiska militären.

Efter Suezkrisen hade Israel dragit sig tillbaka ifrån Sinai i utbyte mot att FN:s fredsbevarande styrkor, UNEF, utplacerats vid gränsen mellan Israel och Egypten samt vid Tiransundet för att garantera passage för israeliska fartyg. Tiransundet möjliggjorde för israeliska handelsfartyg att segla till Asien och Afrika ifrån Eilat och var av avgörande betydelse för södra Israel och importen av olja ifrån Iran. Egypten vägrade dock att låta israeliska fartyg passera genom Suezkanalen, vilket Egypten inte hade rätt att göra enligt Constantinople Convention of the Suez Canal. Nasser förklarade att han avsåg fortsätta vägra passage, trots säkerhetsrådets beslut.
Under hösten 1959 började Israel att pumpa vatten ur Jordanfloden till sitt jordbruk. När Förenade Arabrepublikens regering diskuterade frågan på hösten 1959 ville de syriska ledamöterna att man som motdrag åter skulle spärra Tiransundet. Nasser vägrade dock, väl medveten om att detta skulle leda till krig som de inte skulle klara. Istället började Syrien och Libanon att avleda vattenflödet till Israel från Jordanflodens huvudkälla för sina jordbruk. Vid det arabiska toppmöte som hölls i Kairo 13–17 januari 1964 beslutades dock att inte använda militärmakt för att stoppa Israel från att ta vatten från Jordanfloden. Man bestämde att med hjälp av oljepengar ändra på floden Hasbanis lopp så att vattnet hamnade i floden Baniyas på Golan och därifrån till floden Yarmuk i Jordanien, och därmed tömma Jordan på vatten. I Knesset förklarade den israeliske premiärministern Levi Eshkol att Israel skulle ingripa om de hotade vattenförsörjningen för Israel. Arabländerna beslutade att sätta upp ett gemensamt militärkommando, ett beslut som dock inte omsattes i praktiken vid det tillfället.
Syrien hade haft flera militärkupper i början av 1960-talet. Den 23 februari 1966 genomförde en grupp yngre officerare tillhöriga Baathpartiet en kupp. Den nya regimen förespråkade militärt anfall för att utplåna Israel och för att sprida den arabiska socialismen, samt gav stöd åt beväpnade palestinska grupper, för vilka man bland annat upplät träningsläger i Syrien. Vid det syrisk-jordanska-israeliska gränsområdet var läget oroligt. FN hade sänt dit en övervakningsgrupp, United Nations Truce Supervision Organization, för att vaka över den demilitariserade zonen. 1965 utförde den palestinska Al Fatah en räd mot en israelisk pumpstation. Egyptens president Nasser försökte hålla sig väl med USA för att få ekonomiskt stöd, men den syriska militärkuppen kom bara en vecka efter att USA förklarat, att man skulle sälja stridsflygplan och luftvärnsmissiler till Israel. Nasser distanserade sig från Jordanien och Saudiarabien, som han menade var reaktionära stater, och närmade sig Syrien.
Vid gränsen mellan Syrien och Israel fortsatte incidenterna. Israel bombade en pumpstation vid floden Banyas i Syrien den 14 juli 1966. Grupper ur al-Fatah baserade i Syrien fortsatte med angrepp mot norra Israel. Bakom Syrien stod Sovjetunionen som förklarade Syrien vara Mellanösterns progressivaste stat. Den 4 november förnyade Syrien och Egypten ett försvarsavtal. Efter flera anfall in i Israel av al-Fatah anföll en israelisk armébrigad den 13 november den jordanska staden as-Suma i närheten av Hebron på Västbanken. Den 7 april 1967 skärptes situationen ytterligare, när skottlossning utbröt mellan Syrien och Israel vid den demilitariserade zonen. Det israeliska flygvapnet sköt ned sex syriska stridsflygplan och flög sedan ett ärevarv över Syriens huvudstad Damaskus. Den 13 maj meddelade Sovjetunionen Nasser falskeligen, att Israel hade dragit samman 11–13 brigader vid gränsen mot Syrien och att de tänkte gå till anfall den 17 maj.[källa behövs] Israel försökte motbevisa denna anklagelse genom att vid tre tillfällen erbjuda den sovjetiske ambassadören i Israel att besöka fronten mot Syrien, men han vägrade bestämt. Vid ett tal den 14 maj förklarade Nasser, att "den arabiska revolutionen hotas av USA och Israel som vill sätta stopp för arabvärldens frihet och framsteg".[källa behövs] Den 16 maj dag försattes den egyptiska armén i alarmberedskap och började röra sig i riktning mot Suezkanalen och samma dag bad Nasser att FN:s fredsbevarande styrkor skulle dra sig undan ifrån sina positioner på Sinai-halvön och i Gazaremsan.
Den 22  stängde Egypten Tiransundet för israeliska fartyg och följande dag beslutade Israels regering om full mobilisering. När FN:s generalsekreterare U Thant anlände till Kairo den 23 maj förklarade Nasser för honom att Egypten inte hade för avsikt att vara först med att inleda stridshandlingar och att eldupphöravtalet från 1956 låg fast. Andra ledare lät inte lika fredliga. Den 29 maj förklarade den syriske premiärministern Yusuf Zuayyen att "Vi står nu på tröskeln till det arabiska folkets ödestimma". PLO:s Ahmed esh-Shuqeiri förklarade att "Nu har den tid kommit vårt folk väntat på i 19 år!".
Israels premiärminister Levi Eshkol förklarade att blockaden av Tiransundet var ett casus belli (anledning för krig) för Israel och att landet tänkte ta till alla medel för att säkerställa den fria sjöfarten genom sundet. Sovjetunionen gav sitt stöd åt Egypten så länge inte Egypten gick till anfall först. USA och Frankrike varnade Israel för att anfalla först. Den 30 maj överraskade Jordaniens kung Hussein  omvärlden när han flög till Kairo och där skrev under ett försvarsavtal med sin konkurrent Nasser. På båda sidor väntade man sig krig när som helst och i Israel tillträdde en samlingsregering den 1 juni. Den 4 juni anslöt sig Irak till det syrisk-egyptisk-jordanska militärkommandot. Israel stod utan strategiskt djup, med bara 12–20 km bred "midja" mellan den jordanska Västbanken och havet. Över hela arabvärlden företogs massiva demonstrationer med krav på krig och Israels utplåning. I ett tal inför trupperna i Sinai förklarade den egyptiske överbefälhavaren att hans land var redo för krig.

## Kriget

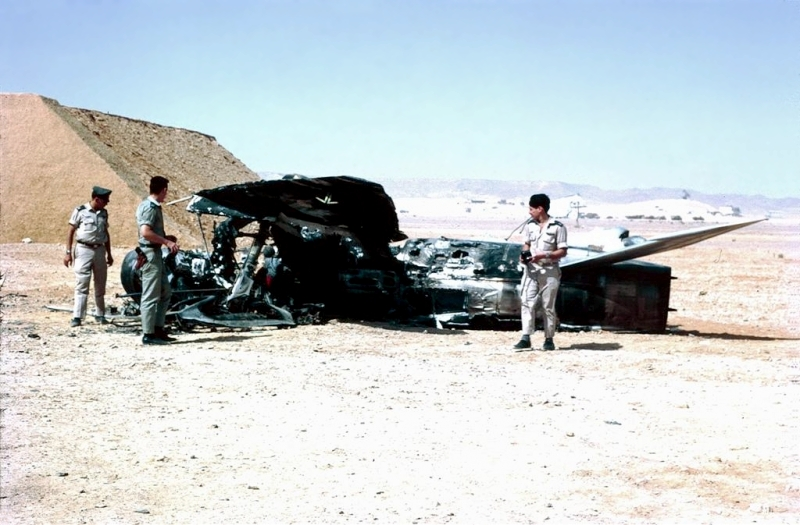
Israeliska trupper säkrar ett förstört arabiskt flygplan.

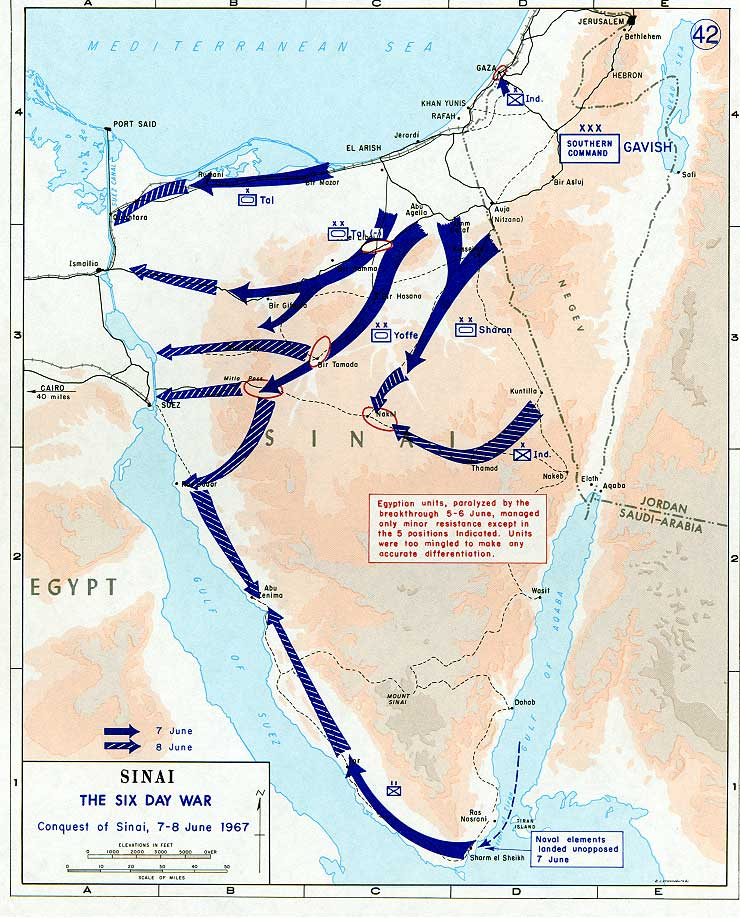
Erövringen av Sinai 7–8 juni.

Trots att USA och Frankrike förklarat att de skulle ha svårt att stödja Israel om de anföll först, attackerade 180 israeliska stridsflygplan Egyptens flygfält i Operation Focus klockan 08.45 den 5 juni. Målet var att ge Israel luftherravälde och därmed få övertag i markstriderna vilket ställdes mot politiska konsekvenser som att stå utan allierade. En del plan anföll från väster; andra hade flugit lågt över Sinai för att undgå upptäckt av egyptisk radar. Under de första tre timmarna förstörde israelerna 286 av 420 flygplan i det egyptiska flygvapnet. Det israeliska flygvapnet förlorade 19 nedskjutna stridsflygplan och tio piloter varav fem dödades och fem togs till fånga. Därmed hade Egyptens 120 000 soldater i Sinai inte längre något flygskydd. Den egyptiska generalstaben var oförberedd på attacken och omfattningen av förstörelsen stod inte genast klar. Inte förrän klockan fyra på eftermiddagen fick Nasser veta, att det egyptiska flygvapnet var näst intill utraderat och militärhögkvarteret skyllde på att brittiska och amerikanska stridsflygplan hade deltagit i anfallet. Detta visade sig senare vara en lögn som Nasser och den jordanske kungen Hussein kommit på i ett försök att lura allmänheten att Israel aldrig kunnat lyckas med anfallet utan USA:s och Storbritanniens militära stöd, ett stöd som de i själva verket inte hade.
Egypten hade sammanlagt 180 000 man i sin armé, men 50 000 var stationerade i Jemen. I Sinai fanns 5 infanteridivisioner och 2 pansardivisioner, mellan 700 och 800 stridsvagnar i defensiva positioner. Den israeliska armén hade sammanlagt 260 000 man och anföll först med en pansardivision mot Gazaremsan för att nå och sedan rycka fram längs kustvägen mot Suezkanalens norra ände. Genom sitt luftherravälde kunde israelerna inleda bombningen av de egyptiska ställningarna.  
Ytterligare två israeliska mekaniserade divisioner under befäl av Avraham Yoffe respektive Ariel Sharon ryckte fram mot de centrala delarna av Sinai, där de arabiska motståndarna visserligen var väl utrustade men hindrades av undermåligt ledarskap.
Efter den första dagens strider hade den egyptiska sjunde divisionen nästan utplånats i strider vid Rafah i Gazaremsan.
Klockan 06.00 den 6 juni beordrade den egyptiske överbefälhavaren Abdul Hakim Amer ett allmänt tillbakadragande från Sinai till Suezkanalens västra bank. När Nasser fick höra det tog han sig till arméhögkvarteret och gav kontraorder. De egyptiska styrkorna hade dåligt samband med högkvarteret, samtidigt som det israeliska flygvapnet anföll. Via FN hade Eshkol skickat ett meddelande till Jordaniens kung Hussein där han varnade Jordanien för att gå med i kriget. Oavsett vad kungen själv ville var det dock knappast politiskt möjligt för honom att ställa sig utanför.[källa behövs] Jordanien gick med i kriget och började med att skjuta artilleri mot västra Jerusalem varvid 900 byggnader förstördes eller skadades kraftigt. Den israeliska armén gick till anfall in i Västbanken och efter två dagars strider intogs Östra Jerusalem som varit under arabisk kontroll sedan vapenstilleståndet 1948, samt andra städer som Betlehem, Jeriko och Ramallah.
De egyptiska styrkorna hade blivit illa åtgångna när de retirerade genom Mitlapasset på Sinaihalvön. När säkerhetsrådet åter möttes, hade Sovjetunionen släppt kravet på israeliskt tillbakadragande och säkerhetsrådet kunde enas om krav på omedelbart eldupphör. Men striderna fortsatte och den 7 juni hade Israel erövrat hela Västbanken och tagit sig fram till Jordanfloden. I Sinai erövrade israeliska trupper Mitlapasset samt Sharm el-Sheikh vid Röda havet. Samma dag godkände Jordanien resolutionen om eldupphör och på kvällen den 8 juni gjorde Egypten det. På natten mellan den 8 och 9 juni kom de första israeliska styrkorna fram till Suezkanalen. Den 8 och 9 juni bombade israelerna de syriska ställningarna på Golanhöjderna. Motiveringen var att området var strategiskt viktigt för att hindra syrierna från att fortsätta bomba israeliska byar från bergen. Israeliskt infanteri stormade berget och efter hårda strider drog sig de syriska styrkorna österut på morgonen den 10 juni.[källa behövs] Den 10 juni intog israelerna staden al-Qunaytira i sydöstra Syrien vilket innebar att de hade en väg mot den syriska huvudstaden Damaskus.
Efter att Golan var i Israels händer godtog även Syrien FN:s krav på eldupphör den 10 juni klockan 16.30.[källa behövs]

## Efter kriget
På kvällen den 9 juni talade Nasser i radio och television. Han upprepade att Storbritannien och USA hade hjälpt Israel vid det inledande flyganfallet, men förklarade att han tog på sig det fulla ansvaret för det militära nederlaget och att han därför beslutat att avgå från alla sina poster. Men efter Nassers tal fylldes Kairos gator av folkmassor som krävde att Nasser skulle vara kvar. Uppskattningsvis var en halv miljon människor ute på gatorna den natten mellan Nassers hem i Manshiet el-Bakri och parlamentet. Det folkliga stödet stärkte Nasser och dagen efter förklarade han att han trots allt skulle stanna kvar som president.[källa behövs]
Den israeliska erövringen av östra Jerusalem innebar att flera för judendomen heliga platser blev tillgängliga för judar, däribland Västra muren (Klagomuren). Kriget innebar också en ny flyktingvåg från Västbanken till Jordanien då 300 000 palestinier flydde eller fördrevs från sina hem från Västbanken och Gaza-remsan.[källa behövs]
Efter kriget fick den palestinska frihetsrörelsen PLO en starkare och mer självständig roll. PLO hade tidigare använts av Egypten snarare som ett sätt att kontrollera de palestinska flyktingarna men blev mer självständig efter kriget och Yasir Arafats falang började med riktade räder mot israeliska mål, och tog kommandot över organisationen.
Suezkanalen blockerades med mineringar och sänkta skepp i vardera änden av Egypten vid krigets utbrott, detta gjorde att ett antal handelsfartyg blev fast i flera år i kanalen och de fick samlingsnamnet Gula flottan.
När det talas om "1967 års gränser" avses normalt gränserna före Sexdagarskriget, alltså gränserna efter kriget 1948.[källa behövs]

### Gerillakrigföring
I arabvärlden blev det uppenbart att Israel var överlägset i öppen krigföring och man satsade istället på  gerillakrigföring  varvid grupper som Hizbollah och Hamas växte i inflytande. Palestinierna drog lärdom av revolutioner och väpnade uppror i Latinamerika, Nordafrika och Sydostasien och ändrade fokus från gerillakrigföring på landsbygden till terroristattentat i stadsmiljöer med internationellt operationsområde. Detta ledde till en serie flygkapningar, bombdåd och kidnappningar som kulminerade med massakern vid OS i München då 11 medlemmar i Israels OS-trupp mördades.

### Muslimska länder fördriver de judiska befolkningarna
Israels seger i kriget, mot bakgrund av en redan pågående antisemitisk diskriminering, markerade en intensifierad förföljelse av judiska minoriteter i muslimska länder i Mellanöstern och Nordafrika med pogromer och misshandel. För att undkomma förföljelsen flydde de judiska minoriteterna i hundratusental från arabiska och muslimska länder till Israel.

### Vidare krigföring
Arabiska ledare möttes i Sudans huvudstad Khartoum i augusti 1967 och skrev under en resolution som utlovade att det inte skulle bli vare sig några erkännanden eller förhandlingar med Israel. Arabländerna skulle med Egypten och Syrien som ledare angripa i 1973 års Jom Kippur-krig och återigen besegras. Syriens mål i kriget var att ta tillbaka Golanhöjderna men besegrades. Hafez al-Assad skulle framgent avvisa alla fredsavtal där området inte återlämnades.

### Fredsavtal
Till skillnad från Suezkrisen 1956, där den israeliska ockupationen av Sinaihalvön varade några månader, ledde sexdagarskriget till en långvarig ockupation. Efter att fred slutits mellan Israel och Egypten 1982 återlämnades Sinai till Egypten. Egypten gjorde inga anspråk på Gazaremsan.
År 1988 avsade Jordanien sig alla territoriella krav på Västbanken, och Jordanien och Israel ingick 1994 ett fredsavtal. Israel har annekterat Östra Jerusalem under Jerusalemlagen, lämnat de flesta muslimska städer på Västbanken till den Palestinska myndigheten, men ockuperar fortfarande resten av Västbanken av strategiska och civila skäl och har enligt EU i strid med internationell rätt låtit upprätta ett flertal bosättningar där.
Golanhöjderna annekterades ensidigt av Israel 1980 men enligt folkrätten är området fortfarande en del av Syrien.